# Bejt Džan
Bejt Džan (hebrejsky בֵּיתּ גַ׳ן‎, arabsky بيت جنّ‎, Bajt Džan, v oficiálním přepisu do angličtiny Beit Jann) je místní rada (malé město) v Izraeli, v Severním distriktu, kterou obývají izraelští Drúzové.

## Geografie
Leží v nadmořské výšce 908 metrů (jde o jednu z nejvýše položených obcí v Izraeli), na jihozápadním okraji masivu Har Meron v Horní Galileji. Jižně od města terén prudce spadá do údolí Bejt ha-Kerem (vede do něj odtud kaňon vádí Nachal ha-Ari). Samotné město je rozloženo mezi několika místními kopci. Na jižní straně, přímo nad srázem Bejt ha-Kerem, je to Har ha-Ari (1048 m n. m.), v jihozápadní části města Har Cafrir (1016 m n. m.), v severovýchodním sektoru města Har Šachal (přes 900 metrů). Kopcovitý terén pokračuje i severně od obce (vysočina Har Peki'in). Na východní straně probíhá hluboký kaňon vádí Nachal Šfanim, na jehož protější straně stojí hora Har Šfanim (950 m n. m.) a pak se zvedají centrální části masivu Meron. Přímo v prostoru města začínají vádí Nachal Peki'in a Nachal Gamal.
Bejt Džan se nachází cca 10 kilometrů od hranice s Libanonem, cca 115 kilometrů severoseverovýchodně od centra Tel Avivu a cca 40 kilometrů severovýchodně od centra Haify, v hustě zalidněném pásu. Osídlení v tomto regionu je smíšené. Vlastní město je osídleno arabsky mluvícími izraelskými Drúzy, v okolí se nacházejí vesnice židovské, muslimské i křesťanské. Bejt Džan je na dopravní síť napojen pomocí lokální silnice číslo 864, která pak ústí do dálnice číslo 85 Akko-Galilejské jezero.

## Dějiny
Bejt Džan založili v 18. století Drúzové, kteří sem přesídlili z Libanonu. Když francouzský cestovatel Victor Guérin navštívil vesnici koncem 19. století, napočítal zde jen cca 200 drúzských obyvatel. Mnoho domů ale bylo opuštěno a obec působila, jako by byla částečně vylidněná. Místní obyvatelé Guérinovi řekli, že mnohé rodiny odešly do regionu Hauran v dnešní Sýrii, aby se vyhnuly daním a vojenským odvodům. V 19. století tu ještě žilo i několik židovských rodin. Podle jiné tradice je vesnice daleko starší a navazuje svým názvem na biblickou lokalitu Bét-dágon, zmiňovanou například v Knize Jozue 15, 41. Na přelomu 19. a 20. století část obyvatel z Bejt Džan založila cca 3 kilometry jihovýchodním směrem novou drúzskou vesnici Ejn al-Asad.
Během první arabsko-izraelské války v říjnu 1948 byla obec v rámci operace Chiram dobyta stejně jako celá severní oblast Horní Galileje izraelskou armádou. Roku 1964 byla vesnice povýšena na místní radu (malé město).
V okolí Bejt Džan se nacházejí některé významné drúzské památky a poutní místa. Město leží v přírodní rezervaci Har Meron. Existence rezervace byla předmětem opakovaných kontroverzí mezi státem a obyvateli Bejt Džan, kteří odmítali omezení práv těžby dřeva a využívání pozemků v rezervaci. 6. července 1987 se zde odehrávaly násilné demonstrace, jejichž výsledkem bylo 31 zraněných, včetně policistů a strážců rezervace. Obyvatelé odmítali regulace a tvrdili, že využívání okolních pozemků je součástí jejich tradičního životního stylu. V letech 2000–2001 byla uzavřena dohoda mezi správou rezervace a obcí ohledně pozemků a výstavby zpevněné silnice. Právě výstavba silnice spojující drúzská města Bejt Džan a Churfejš a projektované přes centrální partie přírodní rezervace, byla od konce 90. let 20. století dalším kontroverzním bodem. Problémy okolo nelegální těžby dřeva neustaly ani počátkem 21. století. V listopadu 2007 neznámý pachatel pokácel v rezervaci 24 stoletých dubů. Vedení města Bejt Džan čin odsoudilo. Zároveň tu došlo k napadení strážců rezervace skupinou nelegálních dřevorubců. V roce 2007 také zaslali obyvatelé několika galilejských obcí (arabských i židovských) ministru Benjaminu Ben Eliezerovi petici, ve které protestují proti nedostatečnému kanalizačnímu systému na horním toku vádí Nachal Kaziv, přičemž jako hlavní znečišťovatel se zmiňovalo město Bejt Džan.
Zdejší obyvatelé patří k loajálním obyvatelům státu Izrael. Při jižním výjezdu z obce stojí památník Drúzů, kteří padli v řadách izraelské armády. Další památník postavili obyvatelé obce v centrální části přírodní rezervace. Připomíná Salaha Tapaše, místního obyvatele, který byl jako armádní lékař zabit během nasazení v jižním Libabonu roku 1992.

## Demografie
Bejt Džan je město s drúzskou (arabsky mluvící) populací. Jde o středně velké sídlo městského typu, byť zástavba má zejména na okrajích obce rozvolněný a spíše venkovský ráz. K 31. prosinci 2017 zde žilo 11 700 lidí.
| Rok            | 1922 | 1931 | 1945 | 1955 | 1961 | 1972 | 1980 | 1983 | 1990 | 1993 | 1994 | 1995 | 1996 | 1997 | 1998 | 1999 | 2000 |
| -------------- | ---- | ---- | ---- | ---- | ---- | ---- | ---- | ---- | ---- | ---- | ---- | ---- | ---- | ---- | ---- | ---- | ---- |
| Počet obyvatel | 901  | 1101 | 1640 | 2100 | 2600 | 3800 | 5200 | 5600 | 7000 | 7700 | 7900 | 8000 | 8200 | 8400 | 8600 | 8800 | 9000 |

| Rok            | 2001  | 2002  | 2003  | 2004  | 2005   | 2006   | 2007   | 2008   | 2009   | 2010   | 2011   | 2012   | 2013   | 2014   | 2015   | 2016   | 2017   |
| -------------- | ----- | ----- | ----- | ----- | ------ | ------ | ------ | ------ | ------ | ------ | ------ | ------ | ------ | ------ | ------ | ------ | ------ |
| Počet obyvatel | 9 300 | 9 400 | 9 600 | 9 800 | 10 000 | 10 200 | 10 300 | 10 496 | 10 491 | 10 700 | 10 800 | 11 400 | 11 100 | 11 300 | 11 400 | 11 600 | 11 700 |